# 俄罗斯—赞比亚关系

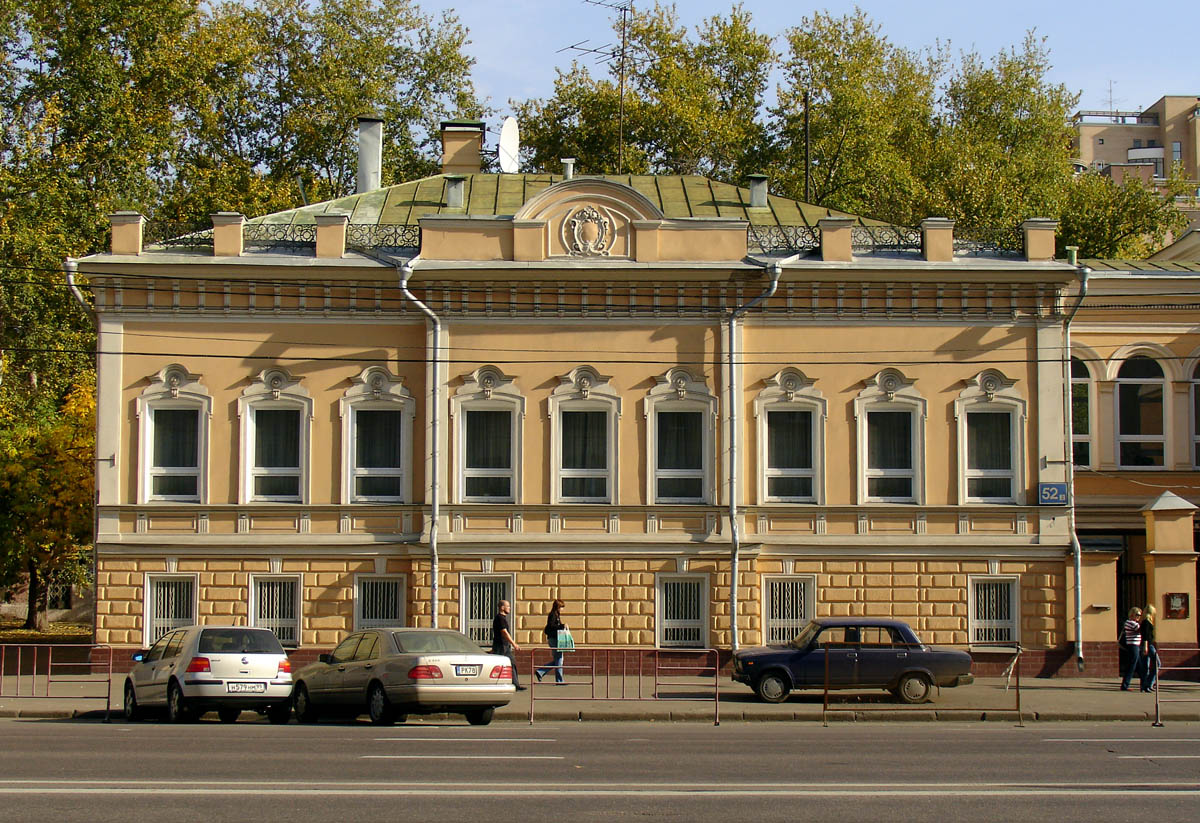
赞比亚駐俄罗斯大使館

俄罗斯－赞比亚关系（俄语：Российско-замбийские отношения），是指俄羅斯聯邦和尚比亞共和國之間的雙邊關係。俄羅斯於贊比亞首都盧薩卡設有大使館，贊比亞亦在莫斯科設大使館。

## 歷史
在贊比亞於1964年10月24日從英國獨立後，蘇聯發送電報，承認贊比亞獨立，並表示願意與其建交；兩國隨後於1964年10月30日正式建立外交關係。兩國關係於1976年曾一度惡化，但其後有改善，蘇聯更在1979年到1983年向贊比亞出口軍火。蘇聯解體後，贊比亞於1991年12月31日宣佈承認俄羅斯聯邦。

## 經濟關係
俄羅斯和贊比亞簽署了雙邊協議，保障貿易和經濟關係；蘇聯和贊比亞亦曾於1971年12月17日簽訂貿易協議。
2007年，兩國的雙邊貿易總額為1140萬美元；2008年，兩國的雙邊貿易總額增加至1,700萬美元。贊比亞到俄羅斯的出口產品主要為煙草，而俄羅斯出口到贊比亞的產品包括農業機械、摩托車和食物。

## 文化關係
1966年8月25日，蘇聯和贊比亞政府簽署了文化合作的協議，協議至今日的俄羅斯聯邦時代仍然生效。於1989年，於盧薩卡開設了俄羅斯文化科學中心。此中心與盧薩卡駐俄羅斯大使館合作，舉行目的為加強俄羅斯和贊比亞兩國關係的活動，並向公眾提供關於俄羅斯內外政策的信息，又提供俄語培訓。截至2009年，約450名贊比亞學生在俄羅斯留學，俄羅斯政府亦有向他們提供獎學金。